# Dactylispa koreanus
Dactylispa koreanus là một loài bọ cánh cứng trong họ Chrysomelidae. Loài này được An, Kwon & Lee miêu tả khoa học năm 1985.